# Шпиранець
45°59′ пн. ш. 16°30′ сх. д. / 45.98° пн. ш. 16.50° сх. д.
Шпиранець (хорв. Špiranec) — населений пункт у Хорватії, в Копривницько-Крижевецькій жупанії у складі міста Крижевці.

## Населення
Населення за даними перепису 2011 року становило 151 осіб.
Динаміка чисельності населення поселення: